# 平成音頭
「平成音頭」（へいせいおんど）は、北島三郎のシングル。1989年4月21日に日本クラウンから発売された。

## 概要
1989年1月8日の改元により制定された元号「平成」にちなみ発表された。約16万枚を売り上げた。

## 収録曲
- 収録時間：17:26

1. 平成音頭 [3:42]
作詞：星野哲郎、作曲：原譲二、編曲：鈴木操
平和への願いが綴られた音頭[2]。
2. 魂（こころ） [5:19]
作詞：たかたかし、作曲：原譲二、編曲：鈴木操
日本の四季と誇りを描いた楽曲[3]。
『新・BS日本のうた』（NHK BSプレミアム）2014年8月17日放送分では坂本冬美と共にこの曲を歌唱した[4]。
サザンオールスターズの桑田佳祐は1999年9月に行われたシークレットライブ『'99 SAS 事件簿 in 歌舞伎町』のアンコールで国歌『君が代』を歌い、その直後にこの曲を口ずさみ「北島三郎です」と発言した[注 1][5]。
3. 平成音頭 オリジナル・カラオケ
4. 魂（こころ） オリジナル・カラオケ